# 香川県立志度高等学校
香川県立志度高等学校（かがわけんりつ しどこうとうがっこう）は、香川県さぬき市志度に所在する公立の高等学校。県内で唯一、工業科と商業科が併設されている高等学校である。
2002年に志度町が合併によりさぬき市となった。

## 沿革
沿革の年月日及び内容については下記出典に基づいた。
- 1924年
  - 2月3日 - 香川県立志度商業学校として認可。
  - 8月22日 - 本館竣工。
- 1926年10月20日 - 仮校舎（志度尋常小学校）より新校舎に移転。開校記念日に指定。
- 1928年12月20日 - 中館及び図書室竣工。
- 1944年3月31日 - 農業科併設に伴い、香川県立志度拓殖学校へ改称。
- 1946年3月31日 - 農業科廃止に伴い、香川県立志度商業学校へ改称。
- 1948年3月31日 - 学制改革により、香川県立志度商業高等学校へ改称。
- 1950年4月1日 - 水産科併設に伴い、香川県立志度高等学校へ改称。
- 1951年4月1日 - 定時制課程の設置。
- 1952年3月12日 - 木造スレート瓦葺二階建南館竣工。
- 1953年4月1日 - 水産科廃止に伴い、香川県立志度商業高等学校へ改称。
- 1954年
  - 11月30日 - 木造スレート瓦葺二階建南館増築竣工。
  - 12月1日 - 新館増築落成式。創立30周年記念式典挙行。
- 1956年5月10日 - 木造スレート瓦葺二階建南館商業科特別教室増築竣工。
- 1960年10月20日 - 体育館竣工。
- 1963年3月31日 - 第二運動場第一期工事竣工。
- 1964年
  - 3月31日 - 第二運動場第二期工事竣工。
  - 6月26日 - 弓道場及び的場竣工。
  - 7月27日 - 鉄筋三階建校舎竣工。
  - 10月10日 - 鉄筋三階建校舎竣工。
  - 10月14日 - 志商会館竣工。
- 1966年
- 6月3日 - 旧本館、講堂取り壊し。
  - 8月24日 - 鉄筋三階建校舎竣工。
- 1967年
  - 1月24日 - 鉄筋三階建校舎竣工。
  - 5月8日 - 武道場竣工。
- 1969年3月31日 - 鉄筋三階建中館一期工事竣工。
- 1970年12月27日 - 旧南館の一部を火災のため焼失。
- 1971年3月31日 - 鉄筋三階建中館第三期工事竣工。
- 1972年
  - 1月28日 - 鉄筋三階建南館第一期工事竣工。
  - 2月4日 - 鉄筋三階建中館第四期工事竣工。
- 1974年
  - 10月19日 - 校旗新調。創立50周年記念式典挙行。
  - 11月15日 - 第二同窓会館竣工。
- 1980年3月31日 - 鉄筋四階建南館竣工。
- 1984年10月6日 - 体育館（新体育館）竣工。
- 1990年11月14日 - 工業系学科推進協議会設立。
- 1992年
  - 3月25日 - 実習棟（四階建て）竣工。
  - 4月1日 - 工業系学科（電子機械科・情報科学科）の併設に伴い、香川県立志度高等学校へ改称。
- 1994年10月10日 - 創立70周年記念事業コミュニケーション広場竣工。

## 設置課程
- 全日制
  - 商業科
  - 電子機械科
  - 情報科学科

## 学校行事
- 志度高祭

芸能大会や、志度高デパート、ロボットのデモンストレーションを行っている。
- 遍路ウォーク

四国霊場第８８番札所大窪寺から学校までを歩いて交流を深める行事がある。

## 部活動

### 運動部
- 野球
  - 選抜高等学校野球大会　出場2回
  - 全国高等学校野球選手権大会　出場3回（ベスト8／1981年〈第63回〉）
- 柔道
- 剣道
- 弓道
- バスケットボール
- 卓球
- バレーボール
- 硬式テニス
- ソフトテニス
- サッカー
- 新体操・ダンス部

### 文化部
- スキルチャレンジ
- 吹奏楽
- コンピューター
- 技術研究
- 美術
- 書道
- 家政
- 茶華道

## 学校会議
志度高校では学期に一度（年3回）に、生徒と保護者と教職員の代表者が集まり、校則の改正、規制緩和、教育ビジョンの更新について話し合う、学校会議（三者協議会）が行われている。

## 携帯電話の校内持ち込み
2008年11月に行われた学校会議において、携帯電話の持ち込み許可について審議され、ある条件の下、2008年12月15日より施行された。ある条件とは校内では一切電源を切り、ストラップ等を含む携帯電話の一部が目に付かない場所で各自保管しておくことである。教職員に携帯電話を使用しているのを見つかった場合には次の注意・指導（罰則）が適用される。
- 一回目は担任注意、二回目は学科主任注意もしくは学年主任注意、三回目は生徒指導部注意、四回目は教頭注意となり、5回目以降には停学処分となる（この罰則は三年間通して行うものであり、一年ごとでリセットされるわけではない）。
- また停学処分の後、再び校内で使用をしている生徒を発見した場合の罰則については、再度停学処分であり一回目とリセットされるわけではない。（携帯電話の返却については保護者を召還し、注意・指導を行った上で返却する）
- 校内に携帯電話を持ち込む際には予め、携帯電話持ち込み許可証を担任または生徒指導等に届け出る必要がある。
- 携帯電話持ち込み許可証を提出せず、隠れて携帯電話を持ち込み教職員に見られた場合には、教頭注意の上、許可証を提出させる。また、許可証を提出した生徒と同じように罰則制度が適用される。
- 2回目に無届で校内に持ち込んだ場合には、問題行動とみなしその処分については生徒指導委員会内で審議のうえ決定する。

本節の出典は以下に依った。
“携帯電話の校内持ち込みについて（お願い）” (PDF).   香川県立志度高等学校 (2012年4月7日). 2012年5月19日閲覧。

## 校則
志度高校は昔から校則が厳しいことが有名である。アルバイトは許可制（無許可ですると停学処分）で家庭の事情で平日アルバイトをすることもできるが制限事項が多い。その他、1993年頃にはスカートを短くする女子生徒が多発したため、短くできないようにスカートにシールを貼り付けていたことがある。

## 制服
学校指定の制服を正しく着用しない場合は校則違反となり処罰される。男女とも緑色のブレザーである。工業科設置により学校名が変わったときに制服が改定され、現在の物になっている。令和5年度より女子生徒の制服にスラックス(男子生徒用とほぼ同等)が追加された。

## 著名な出身者
- 三村正（元プロ野球選手）
- 小野寺洋（元プロ野球選手）
- 川畑博（元プロ野球選手）
- 池内豊（元プロ野球選手）
- 熊野輝光（元プロ野球選手）
- 白井一幸（元プロ野球選手）
- 高橋浩司（元プロ野球選手）
- 富田龍（プロ野球選手）
- 山地梨菜（バレーボール選手）